# Innocence & Instinct
Innocence & Instinct è il secondo album della band alternative metal statunitense Red, pubblicato nel 2009 dalla Sony BMG. Dell'album esistono due edizioni, una standard ed una deluxe, recante contenuti aggiuntivi.

## Lista tracce

### Standard edition
1. Fight Inside (4:08)
2. Death of Me (4:17)
3. Mystery of You (3:47)
4. Start Again (4:27)
5. Never Be The Same (3:49)
6. Confession (What's Inside My Head) (2:44)
7. Shadows (3:20)
8. Ordinary World (cover dei Duran Duran) (4:58)
9. Out from Under (3:59)
10. Take It All Away (5:42)

### Deluxe edition
1. Intro (Canto III) (1:30)
2. Fight Inside (4:08)
3. Death of Me (4:17)
4. Mystery of You (3:47)
5. Start Again (4:27)
6. Never Be The Same (3:49)
7. Confession (What's Inside My Head) (2:44)
8. Shadows (3:20)
9. Ordinary World (cover dei Duran Duran) (4:58)
10. Out from Under (3:59)
11. Take It All Away (5:42)
12. Overtake You (3:00)
13. Forever (3:38)
14. Nothing and Everything (5:59)

### Deluxe edition DVD
1. Making of Documentary
2. Death of Me (video)
3. Behind the Scenes of "Death of Me" video
4. Photo Gallery

## Singoli estratti
- Fight Inside
- Never Be The Same
- Death of Me
- Forever
- Mystery of You
- Start Again
- Ordinary World

## Formazione
- Michael Burns - cantante
- Anthony Armstrong - chitarra
- Randy Armstrong - basso, piano
- Jasen Rauch - chitarra
- Joe Rickard - batteria